# Jhon Lucumí
Jhon Lucumí (Cali, 26 juni 1998) is een linksvoetig Colombiaans voetballer die doorgaans als centrale verdediger speelt. Hij speelt sinds de zomer van 2018 voor het Belgische KRC Genk.

## Carrière

### Deportivo Cali
In 2015 stroomde Lucumí door vanuit de jeugd naar de eerste ploeg van het Colombiaanse Deportivo Cali. Hij debuteerde op 26 september 2015 in de competitiewedstrijd tegen Deportivo Cortuluá door in de basis te starten en de volle 90 minuten te spelen, zijn ploeg won de wedstrijd ook met 1-2. In het jaar 2015 werd hij kampioen met zijn club in de Categoría Primera A, de Colombiaanse eerste klasse.

### KRC Genk
Op 18 juli 2018 maakte de Belgische eersteklasser KRC Genk bekend dat Lucumí bij hun een contract had getekend voor vier seizoenen. Hij moet er de opvolger worden van Omar Colley. Op 26 juli 2018 maakte hij zijn officiële debuut voor de club in de Europa League-voorrondewedstrijd tegen het Luxemburgse Fola Esch. Lucumí begon in de basis en speelde de volledige wedstrijd. Door een spierblessure miste hij een deel van het seizoen, maar toch speelde hij in zijn debuutseizoen 27 wedstrijden in alle competities. In zijn eerste seizoen in de Belgische competitie werd hij meteen landskampioen met Genk.
In 2019 kreeg Lucumí er met Carlos Cuesta een landgenoot bij in de verdediging, een jaar later zou ook Daniel Muñoz volgen. In het seizoen 2019/20 scoorde Lucumí tegen Red Bull Salzburg het eerste Genkse doelpunt in de Champions League-campagne. In de zomer van 2020 deed de Franse eersteklasser Stade Rennais een bod van meer dan tien miljoen euro op Lucumí, maar de verdediger bleef bij Genk.
In november 2020 berekende het Zwitsers onderzoeksbureau CIES Football Observatory dat Lucumí de beste kopper van de Jupiler Pro League was. Later dat seizoen won Lucumí met Genk de Beker van België door in de finale Standard Luik met 1-2 te verslaan. Lucumi stond in deze finale de volle 90 minuten tussen de lijnen.

## Statistieken
| Seizoen         | Club            | Competitie          | Competitie | Competitie | Beker | Beker | Internat. | Internat. | Totaal | Totaal |
| Seizoen         | Club            | Competitie          | Wed.       | Dlp.       | Wed.  | Dlp.  | Wed.      | Dlp.      | Wed.   | Dlp.   |
| --------------- | --------------- | ------------------- | ---------- | ---------- | ----- | ----- | --------- | --------- | ------ | ------ |
| 2015            | Deportivo Cali  | Categoría Primera A | 9          | 0          | 0     | 0     | 0         | 0         | 9      | 0      |
| 2016            | Deportivo Cali  | Categoría Primera A | 4          | 0          | 1     | 0     | 1         | 0         | 6      | 0      |
| 2017            | Deportivo Cali  | Categoría Primera A | 11         | 0          | 7     | 0     | 1         | 0         | 19     | 0      |
| 2018            | Deportivo Cali  | Categoría Primera A | 18         | 0          | 0     | 0     | 2         | 0         | 20     | 0      |
| 2018/19         | KRC Genk        | Eerste Klasse A     | 17         | 0          | 2     | 0     | 8         | 0         | 27     | 0      |
| 2019/20         | KRC Genk        | Eerste Klasse A     | 22         | 1          | 1     | 0     | 6         | 1         | 29     | 2      |
| 2020/21         | KRC Genk        | Eerste Klasse A     | 38         | 0          | 3     | 0     | —         | —         | 41     | 0      |
| 2021/22         | KRC Genk        | Eerste Klasse A     | 24         | 1          | 1     | 0     | 7         | 0         | 32     | 1      |
| 2022/23         | Bologna         | Serie A             | 34         | 0          | 1     | 0     | —         | —         | 35     | 0      |
| 2023/24         | Bologna         | Serie A             | 5          | 0          | 0     | 0     | —         | —         | 5      | 0      |
| Carrière totaal | Carrière totaal | Carrière totaal     | 182        | 2          | 16    | 0     | 25        | 1         | 248    | 3      |

## Interlandcarrière
In 2015 speelde Lucumí 8 interlands voor de U17 van het Colombiaans voetbalelftal. In september 2018 werd hij voor het eerst opgeroepen voor het A-elftal van zijn land voor de oefeninterlands tegen Venezuela en Argentinië. Lucumí bleef tijdens beide interlands op de bank. Zonder één officiële interland gespeeld te hebben werd hij in mei 2019 door bondscoach Carlos Queiroz geselecteerd voor de Copa América 2019. Op 3 juni 2019 maakte hij zijn debuut door in de oefeninterland tegen Panama in de basis te starten, Lucumi speelde de volledige 90 minuten. De wedstrijd eindigde op een 3-0 eindstand in het voordeel van Colombia. Op de Copa América kwam hij enkel in actie in het groepsduel tegen Paraguay.
| Interlands van Jhon Lucumí | Interlands van Jhon Lucumí | Interlands van Jhon Lucumí | Interlands van Jhon Lucumí | Interlands van Jhon Lucumí | Interlands van Jhon Lucumí | Interlands van Jhon Lucumí |
| No.                        | Datum                      | Wedstrijd                  | Uitslag                    | Soort Wedstrijd            | Doelpunten                 |                            |
| Als speler bij KRC Genk    | Als speler bij KRC Genk    | Als speler bij KRC Genk    | Als speler bij KRC Genk    | Als speler bij KRC Genk    | Als speler bij KRC Genk    | Als speler bij KRC Genk    |
| -------------------------- | -------------------------- | -------------------------- | -------------------------- | -------------------------- | -------------------------- | -------------------------- |
| 1.                         | 3 juni 2019                | Colombia – Panama          | 3 – 0                      | Vriendschappelijk          | -                          |                            |
| 2.                         | 23 juni 2019               | Colombia – Paraguay        | 1 – 0                      | Copa América 2019          | -                          |                            |
| 3.                         | 10 september 2019          | Colombia – Venezuela       | 0 – 0                      | Vriendschappelijk          | -                          |                            |
| 4.                         | 19 november 2019           | Ecuador – Colombia         | 0 – 1                      | Vriendschappelijk          | -                          |                            |
| Totaal                     | Totaal                     | Totaal                     | Totaal                     | Totaal                     | -                          |                            |

Bijgewerkt tot 5 juni 2021

## Palmares
| Competitie           |                |                |
| Competitie           | Aantal         | Jaren          |
| Deportivo Cali       | Deportivo Cali | Deportivo Cali |
| -------------------- | -------------- | -------------- |
| Colombiaans kampioen | 1x             | 2015           |
| KRC Genk             |                |                |
| Belgisch kampioen    | 1x             | 2018/19        |
| Belgische Supercup   | 1x             | 2019           |
| Beker van België     | 1x             | 2020/21        |

1 Van Crombrugge ·
2 Pierre ·
3 Mujaid ·
6 Smets ·
7 Bonsu Baah ·
8 Heynen  ·
9 Oh ·
11 Oyen ·
14 Sor ·
15 Claes ·
17 Hrošovský ·
18 Kayembe ·
19 Medina ·
20 Karetsas ·
21 Bangoura ·
22 Manguelle ·
23 Steuckers ·
24 Sattlberger ·
27 Nkuba ·
32 Adedeji-Sternberg ·
34 Palacios ·
39 Penders ·
44 Kongolo ·
51 Brughmans ·
77 El Ouahdi ·
99 Tolu ·
Coach: Fink